# Alfred Ernest Garvie
Alfred Ernest Garvie (* 29. August 1861 in Żyrardów, Königreich Polen; † 7. März 1945) war ein britischer kongregationalistischer Theologe.
Garvie, dessen Eltern Peter Garvie und Jane Kedslie aus Schottland stammten, wurde 1874 zur Schulausbildung nach Edinburgh geschickt. Nach dem Abschluss am George Watson’s College machte er eine Lehre als Tuchhändler in Glasgow. Daneben engagierte er sich in der United Presbyterian Church of Scotland. Weil er sich nicht für ein Pfarramt in der presbyterianischen Kirche entscheiden konnte, studierte er ab 1885 zunächst Latein, Griechisch und Philosophie an der University of Glasgow. Nach dem Examen 1889 wechselte er in die Congregational Union of Scotland und studierte Theologie am Mansfield College (Oxford). Von 1893 bis 1895 betreute er eine Gemeinde in Macduff (Aberdeenshire), anschließend in Montrose (Angus). 1903 wurde er Professor für Systematische Theologie am Hackney College und am New College, die zur Theologischen Fakultät der University of London gehörten. 1907 übernahm er das Amt des Rektors im (alten) New College, 1924 im durch die Vereinigung der beiden Colleges entstandenen neuen New College, London. Dieses Amt übte er aus, bis er 1933 in den Ruhestand trat.
Daneben hatte Garvie zahlreiche Ehrenämter in kirchlichen Organisationen Großbritanniens und der weltweiten Ökumene inne. 1902 war er für ein Jahr Präsident der Congregational Union of Scotland, 1920 Vorsitzender der Congregational Union of England and Wales. 1923 amtierte er als Präsident des National Free Church Council, 1928 als Moderator des Federal Council of the Free Churches. Auch in der frühen ökumenischen Bewegung hatte er einflussreiche Ämter inne. Bei der Stockholmer Weltkirchenkonferenz 1925 hielt er ein Einführungsreferat und wurde in den Exekutivausschuss der Bewegung für Praktisches Christentum gewählt. In der Bewegung für Glauben und Kirchenverfassung war er stellvertretender Vorsitzender des Fortsetzungsausschusses und amtierte bei den Weltkonferenzen 1927 und 1937 als Vizepräsident.
Garvie war auch ein fruchtbarer theologischer Schriftsteller, der zum Beispiel durch sein Buch The Ritschlian Theology (1899) die Theologie Albrecht Ritschls und seiner Schule in Großbritannien bekannt machte. Großen Einfluss hatten seine Bücher A Guide to Preachers (1906) und The Evangelical Type of Christianity (1916) sowie der dreibändige Entwurf einer Dogmatik The Christian Doctrine of the Godhead (1925).